# L'espasa màgica
L'espasa màgica (títol original en anglès: The Magic Sword) és una pel·lícula estatunidenca dirigida per Bert I. Gordon, estrenada el 1962. Ha estat doblada al català.

## Argument[2]
Georges(Gary Lockwood) és el fill de la bruixa Sibil·la (Estelle Winwood). El vigila sota la seva protecció màgica a casa seva fins al dia que s'apropa al seu 21è aniversari (majoria) de la bella princesa Helena (Anne Helm). La princesa és educada pel diabòlic bruixot Lodac. Georges amb l'ajuda d'una armadura màgica i sis cavallers trets d'un sortilegi, marxa a la recerca de la princesa per salvar-la de les urpes de Lodac... Però set proves malèfiques esperen els valerosos cavallers...

## Repartiment
- Basil Rathbone: Lodac
- Estelle Winwood: Sibil·la
- Gary Lockwood: Sir George
- Anne Helm: la príncesa Helena
- Liam Sullivan: Sir Branton
- Danielle De Metz: Mignonette
- Merritt Stone: el Rei
- Jacques Gallo: Sir Denis de França
- David R. Cross: Sir Pedro d'Espanya
- John Mauldin: Sir Patrick d'Irlanda
- Taldo Kenyon: Sir Anthony d'Itàlia
- Angus Duncan: Sir James d'Escòcia
- Leroy Johnson: Sir Ulrich d'Alemanya
- Marlene Callahan: la princesa Grace
- Nick Bon Tempi: el siamès d'esquerra
- Paul Bon Tempi: el siamès de dreta
- Ann Graves: la princesa Laura
- Lorrie Richards: Anne
- Jack Kosslyn: l'ogre
- Maila Nurmi: la bruixa

## Al voltant de la pel·lícula
- El rodatge es va fer a Los Angeles.
- En la versió original, l'actor Leroy Johnson va ser doblat per Paul Frees.[3]